# ماتيو روجيري
ماتيو روجيري (بالإيطالية: Matteo Ruggeri) هو لاعب كرة قدم إيطالي، ولد في 11 يوليو 2002 في Zogno ‏ في إيطاليا.

## وصلات خارجية
- ماتيو روجيري على موقع الاتحاد الأوربي (الإنجليزية)
- ماتيو روجيري على موقع قاعدة بيانات كرة القدم.إي يو (الإنجليزية)
- ماتيو روجيري على موقع Soccerbase.com (لاعب) (الإنجليزية)
- ماتيو روجيري على موقع Soccerway.com (الإنجليزية)
- ماتيو روجيري على موقع عالم كرة القدم.نت (الإنجليزية)